# Carne roja

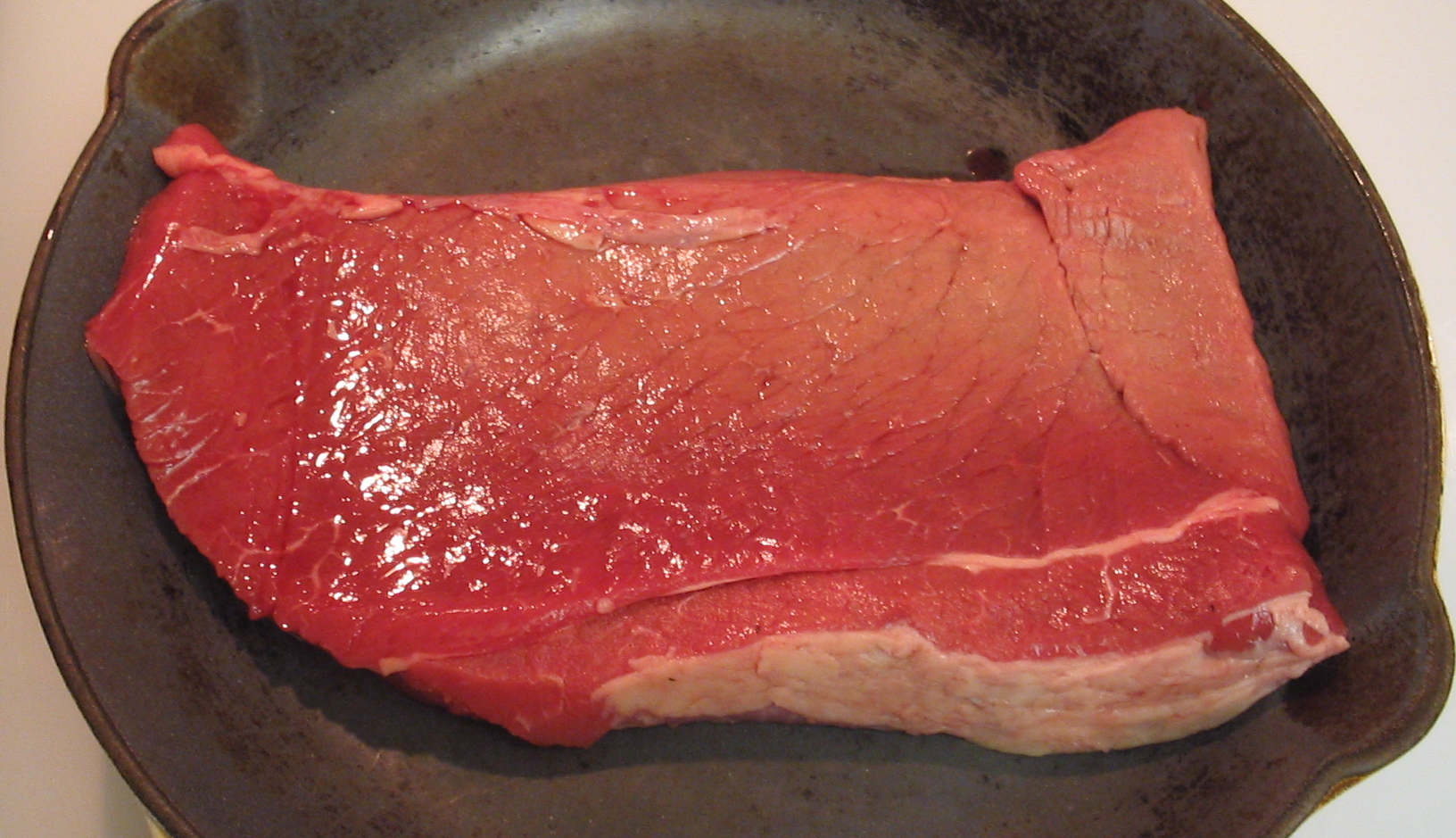
Filete de vaca sobre una sartén a punto de ser cocinado.

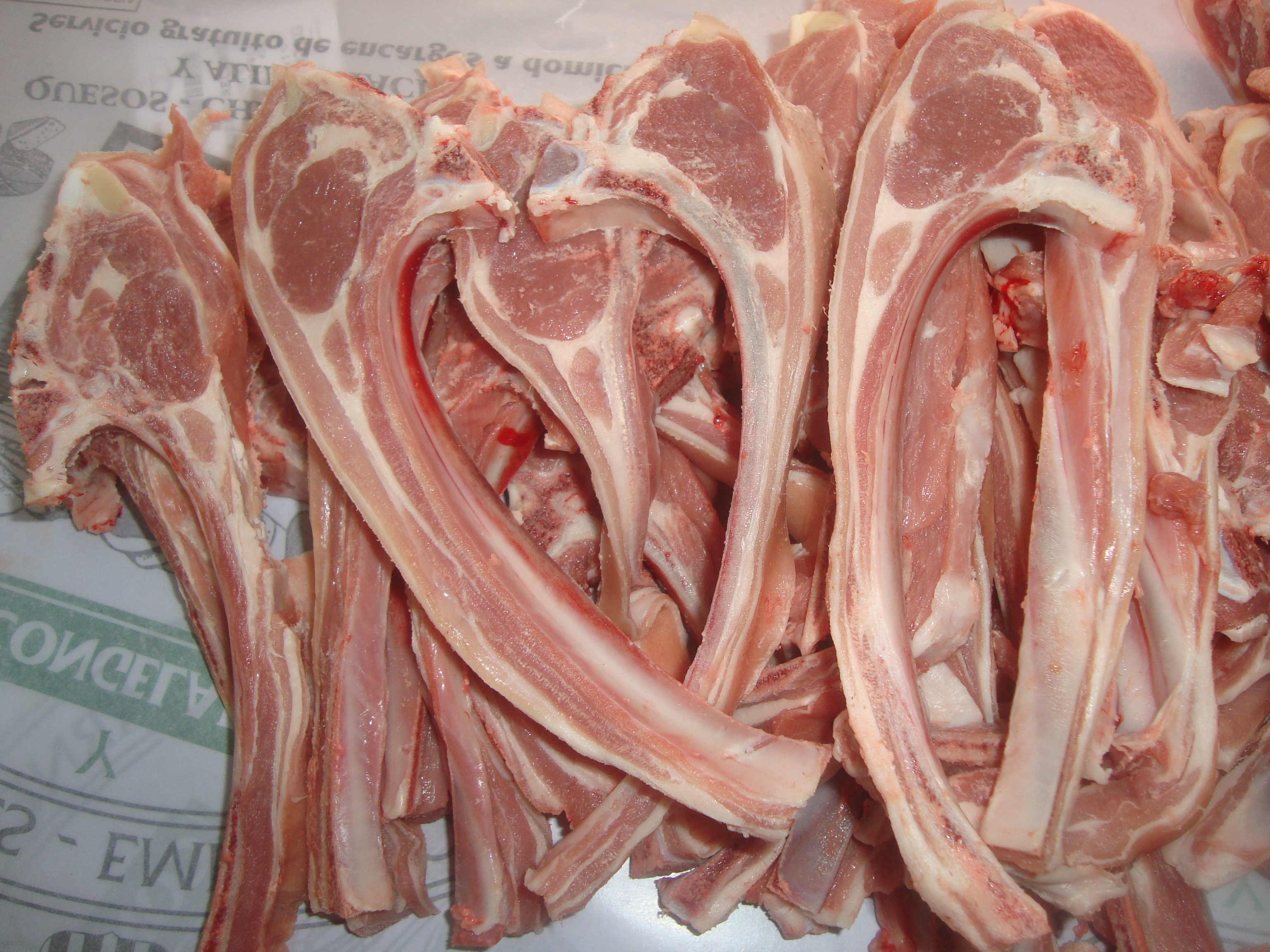
Chuletas de cordero pascual

En términos culinarios, carne roja hace referencia a una carne que presenta un color rojizo o rosado en estado crudo. Desde el punto de vista de la nutrición, el término "carne roja" se refiere exactamente a la carne proveniente de los mamíferos. En oposición a la carne roja se emplea el término carne blanca, que desde el punto de vista culinario hace referencia a cualquier carne que en crudo presenta colores pálidos o blanquecinos; mientras que la definición usada en la nutrición especifica que la carne blanca es la procedente de las aves. Nótese que, en esta categoría, la definición de 'carne' excluye la carne de animales marinos, como la "carne del pescado" así como la de los "insectos" (entomofagia).

## Definición

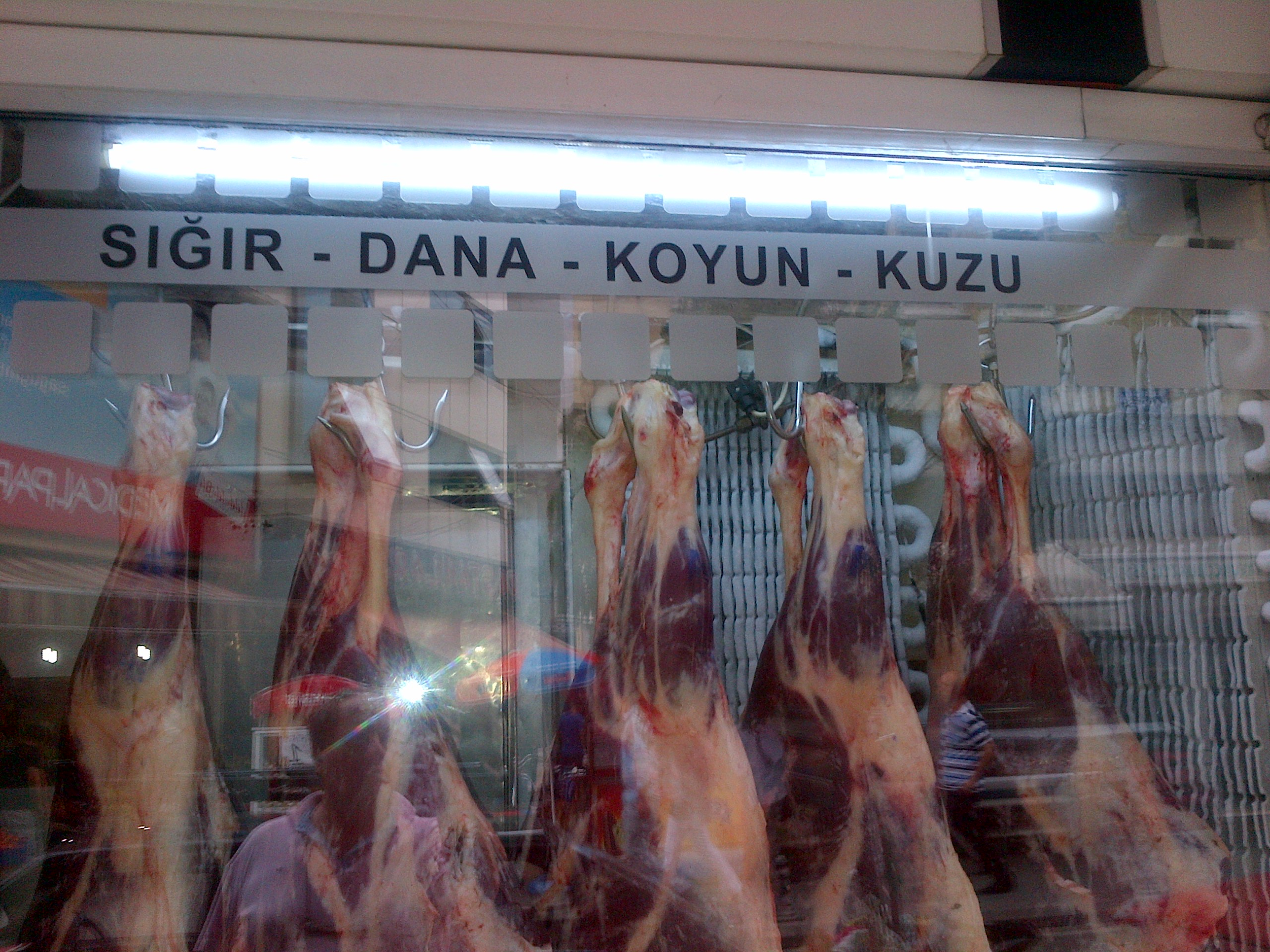
Carnes rojas en una carnicería de Samsun, Turquía. De izquierda a derecha los letreros dicen: Carne de res, ternera, oveja y cordero

La definición culinaria no es una definición científica y por esta razón tiene muchas reglas y excepciones. Se puede decir que por regla general toda la carne proveniente de mamíferos, por ejemplo vacuno (sobre todo la carne procedente de la vaca), la carne de caballo, de toro, la carne procedente de la caza: jabalíes, venado, etcétera aunque en el terreno de la carne de caza se considera carne roja también a las aves tales como las palomas, las perdices, la codorniz y el faisán. No obstante la carne de caza se suele poner toda ella a veces en una categoría aparte (en francés viandes noires 'carnes negras').
De la misma forma algunas aves de corral suelen considerarse blancas, aunque existe una excepción ya que la definición culinaria menciona al pato y al ganso como aves consideradas dentro del grupo de la carne roja. En el caso de algunos animales la definición culinaria de la carne roja difiere en la carne del mismo animal, a veces se hace distinción por edad del animal cuando fue sacrificado, la carne de cerdo se considera roja si el animal es adulto, pero blanca si es joven (cochinillo) y lo mismo es aplicable a la carne de cordero (cordero pascual y cordero lechal). A veces la distinción es por la posición o corte de la pieza dentro del mismo animal; de esta forma el solomillo es considerado como carne roja, y sin embargo el lomo se denomina generalmente como carne blanca.
El principal determinante del color rojizo de la carne es la concentración de mioglobina. La carne blanca del pollo tiene valores de mioglobina por debajo del 0,05 %; algunas partes como el muslo pueden llegar a 0,18-0,20 %; el cerdo y el filete de vaca están entre 0,1-0,3 %; la ternera está en 0,4-1,0 %; y una vaca vieja tiene 1,5-2,0 %. Este criterio podría poner ambas definiciones, la culinaria y la nutricionista, de acuerdo.

## Cáncer
El American Institute for Cancer Research y el World Cancer Research Fund afirma, en su reporte "Food, Nutrition, Physical Activity, and the Prevention of Cancer: a Global Perspective", que existe evidencia convincente de que el consumo excesivo de carnes rojas procesadas incrementa el riesgo de cáncer colorrectal, y que hay evidencia de que incrementa el riesgo de cáncer en el esófago, pulmones, páncreas y endometrio.
La Organización Mundial de la Salud categoriza la carne roja como grupo 2A, probablemente cancerígena, aunque la clasificación se basa en evidencia limitada y la carne procesada dentro del grupo 1, confirmada como cancerígena.
La evidencia limitada significa que una asociación positiva se ha observado entre la exposición al agente y el cáncer, pero que no se pueden descartar otras explicaciones para las observaciones (denominado técnicamente sesgo o confusión).
La carcinogenicidad de las carnes procesadas a diferencia de las frescas se debe al añadido de nitritos que reaccionan con la carne formando nitrosaminas, carcinógenos comprobados. Otro cancerígeno presente es la acrilamida, presente también en casi todos los alimentos al dorarse o caramelizarse. Sin embargo, la carne roja fresca y cruda no tendría por qué producir cáncer, aunque de ser consumida en este estado, aumentaría el riesgo de enfermedades al aparato digestivo debidas a gérmenes.

## Nutrición
En nutrición la definición es muy sencilla de seguir ya que se circunscribe tan sólo a la carne de los mamíferos. Esta definición conduce a confusión ya que la carne cruda de algunos animales no mamíferos es también de color roja. La definición no tiene nada que ver con el color de la carne cuando se cocina, en raros casos la carne cocinada es de color rojo (excepto si se sirve 'poco cocida'/'jugosa') en el caso de carne de vacuno se pone marrón y en la carne de cerdo suele tomar un color pálido al ser cocinada. 

### Consumo apropiado
El consumo apropiado de carnes rojas se establece por algunos organismos en su Pirámide de la Alimentación saludable, señalando que su consumo debería ser opcional, ocasional, moderado o escaso dependiendo del modelo de la Pirámide en cuestión.

### Dietas
Existen definiciones relacionadas con las dietas vegetarianas, por ejemplo una persona que evita tan solo comer carne roja (pudiendo comer carne blanca) es denominada semi-vegetariana o puede caer en una categoría más amplia: flexitariano. En esta última, la persona no come carne habitualmente, pero en determinadas situaciones como fiestas se permite comer dichos productos.
También se evitan este tipo de productos cárnicos en casos de hipercolesterolemia ya que éstas son ricas en grasas saturadas. Asimismo, quienes sufren de hiperuricemia (elevación del ácido úrico en la sangre) deben evitar todo tipo de productos cárnicos, incluyendo las carnes blancas, debido al aumento de ácido úrico en sangre causado por la degradación de las purinas.
Sin embargo en los últimos años, se ha hecho popular una serie de dietas basadas en el consumo elevado de carne y otros productos de origen animal, incluida la carne roja; estas dietas son denominadas las dietas carnívoras o dietas 'Paleo'.

### Pirámide nutricional
Se suele señalar que la pirámide de nutrición tradicional no ha sido capaz de distinguir entre carnes rojas y blancas. La nueva pirámide toma en cuenta diferentes tipos de carnes. La pirámide de la alimentación sana de Harvard recomienda que el consumo de carnes rojas sea escaso.
La carne roja es una de las fuentes más ricas de hierro; además, las carnes rojas contienen proteína, creatina, minerales tales como el zinc y el fósforo, vitaminas como la niacina, vitamina B12, tiamina y riboflavina.